# 아이돌ING!!!
아이돌ING!!!(アイドルING!!! 아이도린잉!!![*])은 일본의 여성 아이돌 그룹이다. 아이돌링!!!에 이어 새로운 육성 프로젝트 〈아이돌ING!!! ~ 넥스트 육성구〉이란 프로그램을 의해 결성된 아이돌 그룹이다.

## 발자취
2017년 10월 14일, 아이돌링!!!의 OG 멤버를 구성된 프로그램 〈아이돌ING!!! ~ 넥스트 육성구〉가 방송이 시작되었다.
기존 2018년 3월까지 방송예정 이었으나, 다음 시즌이 결정되어 2018년 4월부터 2기 리뉴얼에 들어갔다.
2018년 7월 28일, 데뷔 싱글 〈拝啓、未来〉가 발매.
2018년 12월 22일, 멤버 육성기간 종료와 동시에 방송 프로그램이 종료되었다.
2019년 6월 23일, 2nd 싱글 〈ばえなっちゅ♡〉가 발매.
2019년 10월 6일, 동년 12월에 멤버 전원 졸업으로 인한 활동 종료 예정이 발표되었다.
2019년 12월 28일, 라스트 라이브 후 멤버 생방송 라이브를 끝으로 그룹 아이돌ING!!! 활동이 종료됐다.

## 구성원
- 페이튼 나오미
- 스즈키 카렌
- 호소이 하나
- 타나베 마나와

## 음반 목록

### 싱글
1. 拝啓、未来 (2018년 7월 28일)
2. ばえなっちゅ♡ (2019년 6월 23일)